# Gianluca Galassi
Gianluca Galassi (Trento, 24 de julho de 1997) é um jogador de voleibol italiano que atua na posição de central.

## Carreira

### Clube
Galassi começou sua carreira desportiva jogando nas equipes juvenis do Trentino, onde permaneceu até 2015. Na temporada seguinte estreou na Série A2, sendo emprestado à equipe federal do Club Italia, onde jogou durante um ano. Em 2016 foi emprestado ao Powervolley Milano, onde disputou a primeira divisão do campeonato italiano por dois anos.
Na temporada 2018–19, ainda emprestado, ingressou no elenco do Sir Safety Perugia, conquistando a Copa da Itália da temporada; enquanto no ano seguinte mudou-se para o Vero Volley Monza, com a qual conquistou a Taça CEV de 2021–22.

### Seleção
Pelas categorias de base, Galassi foi vice-campeão do Campeonato Europeu Sub-18 de 2015 e quarto colocado no Campeonato Europeu Sub-20 de 2016, sendo eleito neste último como um dos melhores centrais do torneio.
Conquistou a medalha de ouro na Universíada de 2019, sediada em seu país natal, vencendo a seleção polonesa na final por 3 sets a 2.

Galassi em partida contra o Irã nos Jogos Olímpicos Tóquio 2020.

Em agosto de 2021, disputou os Jogos Olímpicos de Tóquio, terminando a competição na sexta colocação após cair nas quartas de final para a seleção argentina; enquanto em setembro do mesmo ano conquistou o título do Campeonato Europeu após vencer a seleção eslovena na final por 3 sets a 2.
Em 2022 se tornou campeão mundial disputando seu primeiro campeonato mundial adulto, onde foi eleito um dos melhores centrais da competição, vencendo a seleção polonesa por 3 sets a 1.

## Títulos
Sir Safety Perugia
- Copa Itália: 2018–19

Volley Milano
- Taça CEV: 2021–22

## Clubes
| Anos      | Clube                  |
| --------- | ---------------------- |
| 2015–2016 | Club Italia            |
| 2015–2018 | Powervolley Milano     |
| 2018–2019 | Sir Safety Perugia     |
| 2019–     | Mint Vero Volley Monza |

## Prêmios individuais
- 2016: Campeonato Europeu Sub-20 – Melhor central
- 2022: Campeonato Mundial – Melhor central